# James Harvey Ward
James Harvey Ward (Greenville, Carolina do Norte, 31 de Julho de 1978) é ator estadunidense, mais conhecido por interpretar Madden na telenovela Saints & Sinners. Outros trabalhos notórios incluem participações em episódios das séries de televisão Justice e Heartland.

## Filmografia

### Televisão
- 2008 Sons of Anarchy como Russell Meineke
- 2008 Numb3rs como Joshua Quigley
- 2007 Heartland como Tyler Colton
- 2007 Saints & Sinners como Madden
- 2006 Justice como Ed Gorman

### Cinema
- 2018 Braven como Randal
- 2009 Transformers: Revenge of the Fallen como Sonarman
- 2009 Dying Days como Ezra
- 2008 Interpretation como Rollins
- 2007 This Solace Eternal como Tate
- 2006 Martyr como Flip